# Nokia C6-00
Il Nokia C6-00 (detto anche semplicemente C6), è uno smartphone in stile slide con tastiera qwerty laterale della Cseries prodotto dalla Nokia dal 27 agosto 2010.
È stato annunciato il 13 aprile 2010. È il terzo Nokia smartphone Symbian dotato di piena slide-out QWERTY della tastiera. Il suo software e le specifiche hardware sono simili all'N97 Mini in più modi. Una delle differenze è che lo scorrimento del display in questo telefono è piatta, a differenza dello scorrimento angolato verso l'alto nell'N97, permettendo quindi alla tastiera di avere quattro fila. Il cellulare ha una fotocamera principale da 5 megapixel anche se, a differenza del mini N97, non ha le lenti Carl Zeiss. Ha anche una fotocamera secondaria sul davanti per le videochiamate.
Tutte le applicazioni e giochi per telefoni simili come l'N97, l'N97 Mini, il 5800 XpressMusic e il 5230 saranno compatibili con questo portatile.

## Caratteristiche tecniche
- Dimensioni display: 3,2"
- Risoluzione: 640 x 360 pixel (nHD) fino a 16,7 milioni di colori
- Touchscreen resistivo
- Controllo della luminosità
- Sensore di orientamento
- Sensore di prossimità
- Rilevatore di illuminazione ambientale
- Alloggiamento per memory card microSD fino a 16 GB
- Sistema operativo Symbian OS 9.4 Series60 v5.0 (Symbian^1)
- Tastiera estesa retroilluminata a scorrimento con tasti di navigazione
- Fotocamera da 5 megapixel (2584 x 1938 pixel)

È prodotto in due colori: bianco e nero.